# Зарембовский, Анатолий Григорьевич
Анато́лий Григо́рьевич Зарембо́вский (1 ноября 1957 — 20 января 2015) — советский, российский актёр театра, художественный руководитель Молодёжного театра-студии «На Карамышевской».

## Биография
Окончил дирижёрско-хоровое отделение музыкального училища. В 1979—1984 гг. служил в Одесском театре музкомедии. В 1988 году окончил ГИТИС (курс Э. Быстрицкой и А. Бурдонского). Служил в Театре на Перовской (1992—1997), в театре «У Никитских ворот» (1997—2004).
В 1995 году организовал детскую студию-театр «Гротеск», впоследствии — молодёжный театр-студию «На Карамышевской». С 2002 года — художественный руководитель Молодёжного театра-студии «На Карамышевской». 
В 2005 - 2011 преподавал в гимназии № 1531 "Лингвистическая" драму.

## Творчество

### Режиссёр-постановщик
Театр-студия "Гротеск"
- "Два клёна"
- "Золушка"
- "Снежная королева"
- "Собаки" по повести «До свидания, овраг / Собаки» К. К. Сергиенко
- "Холстомер"
- "Ромео и Джульетта"
- "Рыцарские страсти"
- "Пиковая дама"
- "Кароль"
- "Страсти под вязами"
- «Мина Мазайло» М. Кулиш
- "Майор, Тоод и другие"
- «Женитьба Бальзаминова» А. Н. Островского
- "Святой и грешный"

Молодёжный театр-студия «На Карамышевской»
- «Агасфер» В. В. Сигарева (социальная драма), премьера 12.3.2011
- «Банкрутъ» А. Н. Островского (авантюрная комедия), премьера 30.3.2013
- «Гипнотизёр» (провинциальный анекдот; по «Детектору лжи» В. В. Сигарева), премьера 24.3.2012
- «Дорога» (драматическая комедия; по «Старосветским помещикам» Н. В. Гоголя), премьера 18.10.2013
- «Женитьба» Н. В. Гоголя (драматическая комедия)
- «Женитьба Бальзаминова» А. Н. Островского (ироническая комедия)
- «За зеркалом» Е. А. Греминой (историческая драма), премьера 2010
- «Каждый год в то же самое время» Б. Слейда (мелодраматическая комедия), премьера 22.9.2012
- «Мой бедный Марат» А. Арбузова, премьера 7.11.2014
- «На краю», премьера 12.10.2013
- «Овраг» (музыкальный драма о жизни бездомных собак; по повести «До свидания, овраг / Собаки» К. К. Сергиенко)
- «Панночка» (мистическая трагикомедия по мотивам повести «Вий» Н. В. Гоголя)
- «Украденное счастье» И. Я. Франко
- «Урок» Э. Ионеско
- «Мина Мазайло» М. Кулиш
- «Три супруги-совершенства» А. Касона

### Роли в кино
| Год       |    | Название                                                                     | Роль                     |
| --------- | -- | ---------------------------------------------------------------------------- | ------------------------ |
| 2000—2000 | с  | Салон красоты                                                                | Боб                      |
| 2004      | ф  | Только ты… или богатая Лиза                                                  | эпизод                   |
| 2004—2004 | с  | Моя прекрасная няня Новая работа : 1-я серия Маленький курильщик : 3-я серия | эпизод эпизод            |
| 2005—2005 | с  | Персона нон грата                                                            | Марк                     |
| 2006—2006 | с  | Кто в доме хозяин? Праправнучка Репина : 84-я серия                          | Шувалофф                 |
| 2007—2007 | с  | Солдаты-11                                                                   | лейтенант (эпизод)       |
| 2007—2013 | с  | След                                                                         | Имя персонажа не указано |
| 2008—2008 | с  | Возьми меня с собой                                                          | отец                     |
| 2012      | тф | Васильки                                                                     | эпизод                   |